# 周泽 (东汉)
周泽（?—?），字稚都，北海郡安丘县（今山东省安丘县）人，东汉经学家。

## 生平
周泽年少时精通《公羊严氏春秋》，隐居教授讲学，门徒曾经有数百人。汉光武帝建武末年，周泽辟大司马府，徵试博士，中元元年（56年），周泽迁黾池令，有惠政。吏民爱戴。汉明帝永平五年（62年），迁右中郎将。永平十年（67年），周泽任太常，敢直言谏争，居官清廉。永平十二年（69年），周泽行司徒事，周泽性简疏忽威仪，失宰相之望，降为太常。永平十八年（75年），周泽拜侍中骑都尉，多次为三老五更。建初年间，周泽致仕，在家中去世。